# 黏膜肌层
黏膜肌层（muscularis mucosae）为消化管黏膜固有层外的一薄层平滑肌。黏膜肌层分隔黏膜和黏膜下层并允许黏膜的局部运动。

## 有关图像

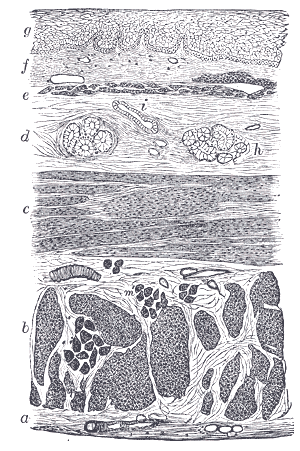
人食道切片，经适度放大
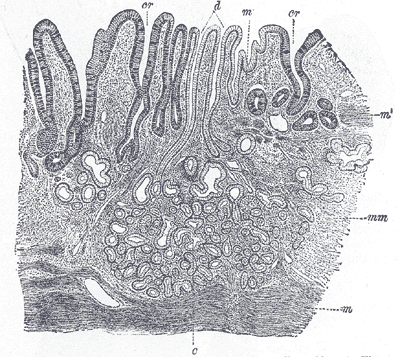
人贲门口附近胃黏膜切片
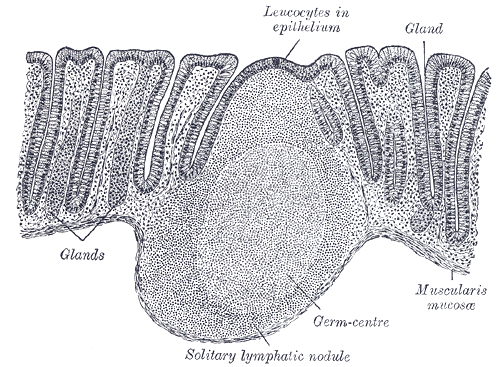
人直肠黏膜切片. X 60.
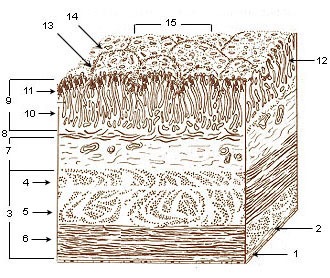
胃壁的分层
胃肠道壁的基本结构，其中展示了黏膜下层